# Judo under sommer-OL 2008
Judo under Sommer-OL 2008 i Beijing blev afholdt fra 9. til 15. august.

## Medaljer

### Konkurrencer for Mænd
| -60kg  | Atlet           |
| ------ | --------------- |
| Guld   | Choi Min-Ho     |
| Sølv   | Ludwig Paischer |
| Bronze | Rishod Sobirov  |
| Bronze | Ruben Houkes    |

### Konkurrencer for Kvinder
| -48kg  | Atlet                   |
| ------ | ----------------------- |
| Guld   | Alina Alexandra Dumitru |
| Sølv   | Yanet Bermoy            |
| Bronze | Paula Paretto           |
| Bronze | Ryoko Tani              |

|  | Denne artikel om en begivenhed kan blive bedre, hvis der indsættes et (bedre) billede. Du kan hjælpe ved at afsøge Wikimedia Commons for et passende billede eller lægge et op på Wikimedia Commons med en af de tilladte licenser og indsætte det i artiklen. |